# Spröd-duktiler Übergang
Der spröd-duktile Übergang ist ein Tiefenbereich in der oberen Erdkruste. Er bildet das Bindeglied zwischen der oberflächennahen Schizosphäre und der unterlagernden Plastosphäre. In der kontinentalen Erdkruste erfolgt der Übergang bei einer Tiefe von etwa 15 bis 20 Kilometer, bei Temperaturen von 250 bis 400 °Celsius.
Mit Erreichen der spröd-duktilen Übergangszone setzen erstmals duktile Verformungsmechanismen ein. Der Übergang erfolgt nicht abrupt, sondern verteilt sich über einen breiteren Tiefenbereich, in dem sprödes Brechen und duktiles Fließen zusammen auftreten. Die Hauptursache hierfür liegt im Aufbau von Gesteinen des Krustenbereichs begründet, die meist aus mehreren verschiedenen Mineralarten mit unterschiedlichem Verformungsverhalten zusammengesetzt sind. 

## Charakterisierung
Der spröd-duktile Übergang, auch spröd-duktile Übergangszone (Englisch brittle-ductile transition, abgekürzt BDT bzw. brittle-ductile transition zone oder abgekürzt BDTZ), wird dadurch gekennzeichnet, dass Gesteine reich an Quarz und Feldspat ihr Bruchverhalten mehr und mehr aufgeben und anfangen sich duktil unter Kriechen (Englisch creep) zu verformen. In dieser Zone zwischen 15 und 20 Kilometer Tiefe endet die aufgrund von stetig wachsendem Umgebungsdruck (Englisch confining pressure) mit der Tiefe zunehmende Sprödigkeit. Die Gesteine werden jetzt zusehends duktil und verlieren exponential an Scherfestigkeit – was vor allem auf das Anwachsen der Temperaturen in Richtung Erdinneres zurückzuführen ist.
Dennoch bestehen zu diesem allgemeinen spröd-duktilen Übergang unter bestimmten Bedingungen auch Ausnahmen. Erfolgt die Spannung  (Englisch stress) sehr rasch, so können Gesteine auch noch unterhalb der Übergangszone brechen. Umgekehrt können sich Gesteine in der darüberliegenden Schizosphäre duktil verformen, sobald ausreichender Porenwasserdruck vorhanden ist und/oder die Spannung nur sehr langsam einwirkt.
Christopher H. Scholz spricht lieber von spröd-plastischem Übergang, um Verwirrungen vorzubeugen und um darauf hinzuweisem, dass der Modus Duktilität ein allgemeiner rheologischer Terminus ist, wohingegen Plastizität auf den unterlagernden Verformungsmechanismus verweist, welcher auf Versetzungsbewegungen – möglicherweise auch diffusionsgestützt – beruht. Gleichzeitig unterteilt er den spröd-plastischen Übergang in seinem semibrittle field in zwei Übergänge  – und zwar in einen spröd-semispröden Übergang (bei dem die duktilste rheologische Komponente erstmals plastisch wird) und in einen semispröd-plastischen Übergang (bei dem die sprödeste Komponente voll plastisch wird).

## Tiefenlage des Übergangs

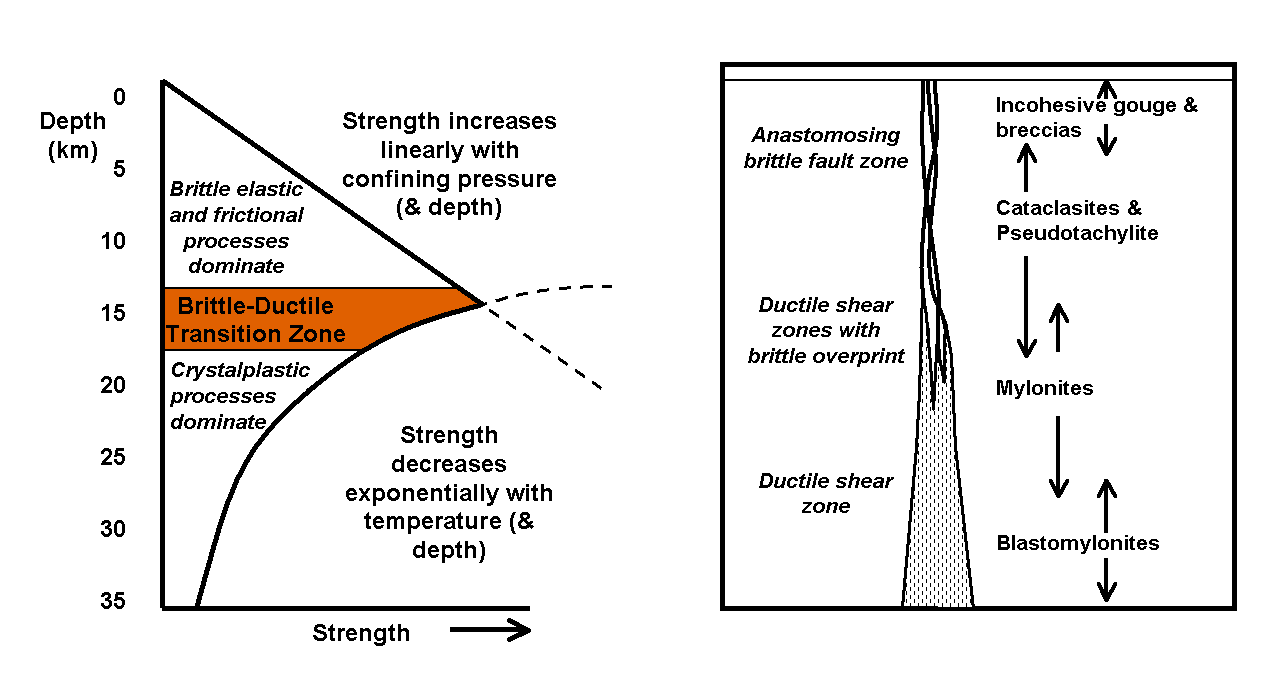
Brace-Goetze-Relation (links) und Verteilung der angetroffenen Gesteine unterhalb einer Verwerfung (rechts)

Der Übergang innerhalb der Lithosphäre erfolgt in einem Tiefenbereich, in dem die mit der Tiefe zunehmende Sprödigkeit der nach oben anwachsenden plastischen Scherfestigkeit (Englisch strength) die Waage hält. In der Brace-Goetze-Scherfestigkeitsrelation (Englisch Brace-Goetze Strength Profiles – Scherfestigkeit gegenüber Tiefe z) entsteht dadurch ein charakteristisches Sägezahnprofil. Der Übergangsbereich ist der mechanisch stärkste Krustenabschnitt. In ihm entstehen auch die meisten flachen Erdbeben (Englisch seismogenic zone).
Die jeweilige Tiefenlage hängt sowohl von der Verformungsrate (Verformungsgeschwindigkeit) als auch dem Temperaturgradienten ab. Bei langsamer Verformungsrate und/oder hohem Wärmefluss ist sie flacher, jedoch bei schneller Verformungsrate und/oder niedrigem Wärmefluss tiefer. Die Tiefenlage wird ferner von der Zusammensetzung und dem Alter des betroffenen Krustenabschnitts beeinflusst. In relativ warmer, junger Erdkruste steigt sie nach oben (auf rund 10 bis 20 Kilometer Tiefe), jedoch in relativ kalter, alter Erdkruste sinkt sie auf 20 bis 30 Kilometer ab.
Gemäß dem Modell von Christopher H. Scholz setzen bei einer aus Quarz und Feldspäten aufgebauten Kruste (mit einem für Südkalifornien typischen geothermischen Gradienten) plastische Verformungsmechanismen bei etwa 11 Kilometer Tiefe und 300 °C ein. Die Übergangszone reicht anschließend bis zu einer Tiefe von etwa 16 Kilometer hinab, die herrschende Temperatur beträgt dort in etwa 360 °C. Unterhalb von 16 Kilometer kommen nur noch rein plastische Verformungen vor.

## Physikalische und lithologische Parameter
Geländestudien und experimentelle Untersuchungen zeigen, dass der spröd-duktile Übergang (vom Bruchverhalten hin zu duktilem Kriechen) nicht nur von den physikalischen Parametern herrschender Druck, Temperaturgradient und Verformungsrate abhängt. Neben lithologischen Parametern (wie Korngrößenverteilung, Fluidgehalt, Mineralogie, Phasenumwandlungen und Mikrostrukturen) sind vor allem der rheologische Parameter Viskosität und die Ausrichtung des Spannungsfeldes zu berücksichtigen. Die Mineralogie ist insofern von fundamentaler Bedeutung, da Gesteine aus verschiedenen Mineralarten mit unterschiedlichem Verformungsverhalten zusammengesetzt sind. So setzt beispielsweise duktiles Verhalten bei Quarz wesentlich früher ein (d. h. bei niedrigerer Temperatur) als bei Feldspäten. Dies wiederum erklärt das Nebeneinanderher von spröden und duktilen Prozessen.

### Veränderungen
In der Übergangszone wird beispielsweise die elektrische Leitfähigkeit der Erdkruste verändert. Die aufliegende, 10 bis 15 Kilometer dicke Schizosphäre ist stark leitend, da sie genügend Elektronenfluss ermöglichende Strukturen besitzt. Hingegen ist die unterlagernde Plastosphäre sehr resistiv. Ihre Leitfähigkeit wird von physikalischen Größen wie Tiefe (Druck) und Temperatur bestimmt.

## Exhumierte Beispiele
Störungssysteme, die vormals in der Übergangszone aktiv waren, zeigen nach ihrer Oberflächenexhumierung oft ein komplexes Nebeneinander von spröden und duktilen Gesteinsarten. Kataklasite oder Pseudotachylitbrekzien mit Mylonitklasten sind weit verbreitet und sind oft auch duktil verformt. Ein sehr gutes Beispiel hierfür ist die Salzach‐Ennstal‐Mariazell‐Puchberg-Störung (abgekürzt SEMP – Salzachtalstörung) in Österreich. An ihr konnten Wissenschaftler in der spröd-duktilen Übergangszone direkt die Veränderungen an Gefüge und Festigkeitsprofilen ( Englisch strength profiles) beobachten.